# Hypoxylon porphyreum
Hypoxylon porphyreum är en svampart som beskrevs av Granmo 1999. Hypoxylon porphyreum ingår i släktet Hypoxylon och familjen kolkärnsvampar.  Arten är reproducerande i Sverige. Inga underarter finns listade i Catalogue of Life.